# Nowa Góra
Wola Filipowska es una villa polaca, que cuenta con una población de aproximadamente 1.615 habitantes.
- Wikimedia Commons alberga una categoría multimedia sobre Nowa Góra.

- Datos: Q773317
- Multimedia: Nowa Góra, Lesser Poland Voivodeship / Q773317

1. ↑  Worldpostalcodes.org,código postal n.º 32-065.